# Battaglia di Fiesole (405)
La battaglia di Fiesole fu una battaglia combattuta tra l'Impero romano d'Occidente e i Goti di Radagaiso nel 405/406.

## Antefatti
Gli Unni, originari dell'Asia centrale, arrivarono in Europa nel V secolo. Nel 395 grandi concentrazioni di Unni erano ancora a nord del Mar Nero, da cui partirono in quello stesso anno incursioni che devastarono sia l'Impero romano d'Oriente che la Persia. Fu intorno all'inizio del V secolo che presumibilmente avvenne la migrazione nella grande pianura ungherese: nel 412-413, anno in cui lo storico e ambasciatore Olimpiodoro di Tebe condusse un'ambasceria presso gli Unni, erano già stanziati lungo il corso medio del Danubio. Probabilmente, secondo la teoria di Heather, fu lo spostamento degli Unni a spingere Radagaiso a invadere l'Italia, Vandali, Alani, Suebi e Burgundi a invadere le Gallie, e Uldino a invadere la Tracia durante la crisi del 405-408.
I Goti di Radagaiso provenivano, infatti, da un territorio a ovest dei Carpazi, a nord del Danubio e a est della Pannonia, dunque è altamente probabile che fu la migrazione degli Unni in Ungheria a provocare l'invasione di Radagaiso: infatti i Goti, per non finire sottomessi agli Unni, preferirono rischiare un'invasione in territorio romano nel tentativo di ottenere uno stanziamento permanente all'interno dell'Impero.

## Forze in campo
Orosio sostiene che l'esercito di Radagaiso ammontasse a più di 200 000 Goti, mentre il resoconto pasticciato di Zosimo narra di più di 400 000 tra Celti e Germani.
Stilicone, sempre secondo Zosimo, aveva a disposizione 30 reggimenti (numeri) per un totale di circa 15 000 soldati a cui vanno aggiunti gli ausiliari goti (secondo Orosio; Zosimo parla invece di Alani) e unni.

## La battaglia

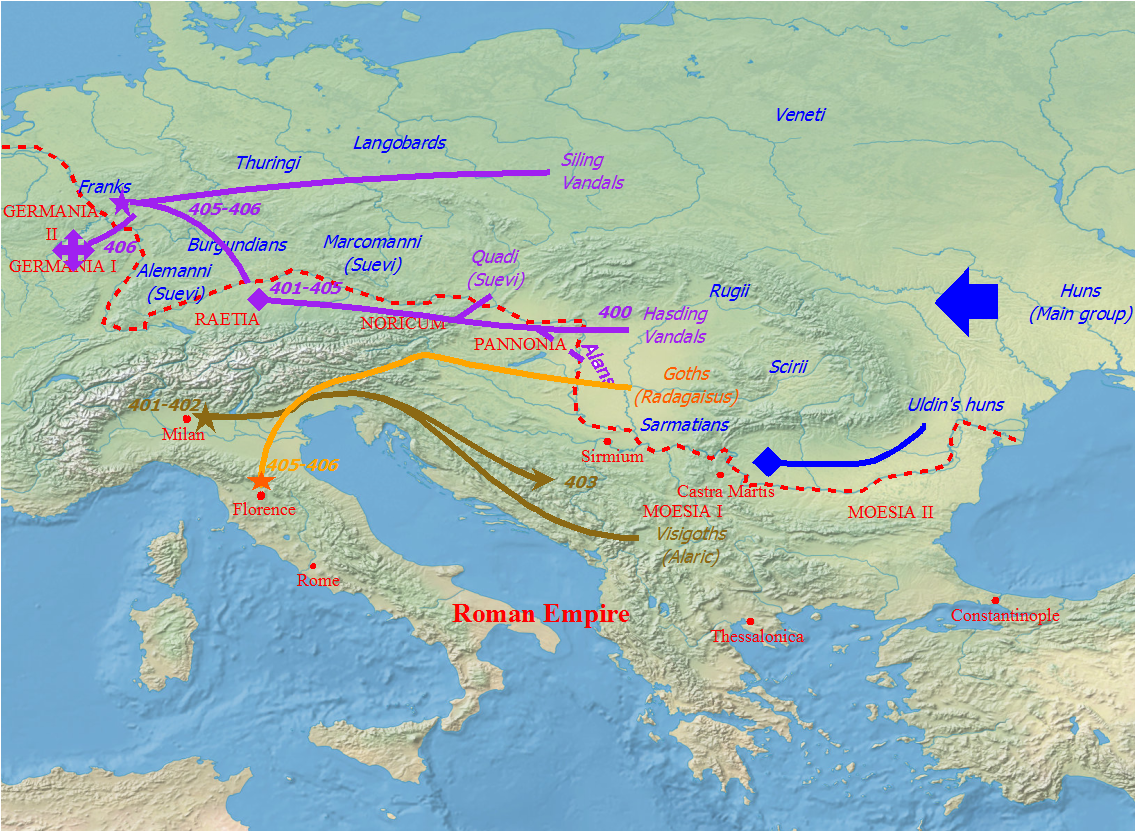
L'Impero romano d'Occidente agli inizi del V secolo e le invasioni barbariche che lo colpirono in quel periodo.

Secondo Paolo Orosio, l'esercito di Radagaiso che invase la penisola nel 405 comprendeva più di 200 000 goti. Una fonte tarda sostiene che l'esercito di Radagaiso fu suddiviso in tre parti, e Stilicone sconfisse a Fiesole solo un terzo dell'armata totale di Radagaiso.
Si diffuse un profondo terrore per l'invasione e, sempre secondo Orosio, a Roma i pagani colsero l'occasione per scagliarsi contro il cristianesimo, sostenendo che Radagaiso avrebbe alla fine sottomesso Roma perché godeva del favore delle divinità pagane, mentre Roma giaceva esposta senza difese perché priva della protezione delle stesse divinità pagane, ora che aveva abbracciato il cristianesimo.
L'intera Italia Settentrionale fu saccheggiata dall'orda di invasori goti e le province non ancora invase si riempirono di sfollati, costretti ad abbandonare le proprie proprietà, devastate dagli invasori.
Stilicone, allarmato, nel corso del 406, emanò nuove leggi per rinforzare il proprio esercito: per incentivare i provinciali ad arruolarsi, fu loro promessa una ricompensa di dieci solidi; tanta era l'impellente necessità di Stilicone di trovare nuove reclute che fu costretto a ricorrere persino al reclutamento degli schiavi; fu richiesto ai soldati regolari e ai foederati di fornire all'esercito i propri schiavi, e agli schiavi che si fossero arruolati fu addirittura promessa la libertà e un premio di due solidi. Oltre a rinforzare l'esercito regolare, Stilicone provvide anche ad assicurarsi il sostegno di due validi alleati: gli ausiliari visigoti di Saro e quelli unni condotti dal re unno Uldino.
Nel frattempo Radagaiso raggiunse la Tuscia e iniziò ad assediare Firenze; la città fu però liberata dall'assedio dall'arrivo dell'esercito romano condotto dal generale Stilicone, il quale si scontrò con l'armata di Radagaiso nei pressi di Fiesole sconfiggendolo nettamente. Radagaiso tentò la fuga, ma fu catturato e decapitato di fronte alle porte della città dieci giorni prima delle calende di settembre (23 agosto), mentre i suoi soldati furono in parte reclutati nell'esercito romano (per un totale di 12 000 nuove reclute) mentre il resto fu ridotto in schiavitù. Secondo Orosio, per l'eccessiva abbondanza di goti venduti come schiavi, il prezzo per ogni schiavo diminuì drammaticamente.
Secondo lo storico cristiano coevo Paolo Orosio, che aveva scritto la sua opera per difendere il Cristianesimo dagli attacchi dei Pagani, non vi fu nemmeno una vera e propria battaglia:
(Orosio, VII,37.)
E continua narrando che i Romani avrebbero vinto i Goti di Radagaiso senza combattere perché i nemici intrappolati sulle colline di Fiesole rimasero senza cibo e furono massacrati non dalla spada ma dalla fame.
La versione dello storico greco Zosimo sull'invasione di Radagaiso è invece completamente differente da quella di Orosio. Secondo Zosimo, Stilicone si era messo d'accordo con Alarico I affinché lo assistesse in un'eventuale guerra civile contro l'Impero d'Oriente per costringere l'Imperatore d'Oriente Arcadio a cedere all'Imperatore d'Occidente le diocesi di Dacia e Macedonia. Mentre però Alarico era in Epiro ad aspettare l'arrivo di Stilicone, un barbaro di nome Radagaiso radunò più di 400 000 celti e altri Germani da oltre Danubio e con questi si preparava ad invadere l'Italia. Zosimo narra poi che Roma e l'Italia cadessero nel panico ma che Stilicone, per niente intimorito, radunò in Liguria nella città di Pavia (antica Ticinum) 30 coorti e diversi ausiliari tra Unni e Alani e con essi varcò il Danubio per scontrarsi con l'esercito di Radagaiso prima che invadesse l'Italia, e, con un attacco a sorpresa, sconfisse sonoramente il nemico. Arruolò poi alcuni soldati nemici nel suo esercito, dopodiché tornò in Italia dove fu lodato per aver liberato l'Italia da una così temibile invasione prevenendola.
Tra le due versioni, quella di Orosio è la più attendibile in quanto fonte occidentale e più vicina degli eventi. Peter Heather ha definito la versione di Zosimo come piena di "pasticci". Solo Zosimo infatti sostiene che Stilicone avrebbe sconfitto Radagaiso oltre Danubio impedendogli di invadere l'Italia, mentre tutte le altre fonti (Orosio, Prospero e Paolino) narrano che la sconfitta di Radagaiso avvenne in Italia, più precisamente in Tuscia. Gibbon stesso si stupì dell'errore di Zosimo considerandolo "un errore strano che è goffamente e imperfettamente curato leggendo Ἄρνον [Arnon=Arno] per Ἴστρον [Istron=Istro/Danubio]". JB Bury e sir Thomas Hodgkin provarono a spiegare l'errore di Zosimo in questo modo: sulla base di una frase contenuta nella Cronaca di Prospero Tirone secondo cui nel 400 Radagaiso si alleò con Alarico quando egli invase l'Italia, i due studiosi hanno ipotizzato che i Vandali che nel 401 invasero la Rezia e che furono sconfitti da Stilicone fossero condotti proprio da Radagaiso e che Zosimo, pasticciando, abbia confuso la campagna del 401 con quella del 405; quindi la sconfitta inflitta da Stilicone secondo Zosimo a Radagaiso sul Danubio sarebbe avvenuta nel 401 e sarebbe dunque distinta dall'invasione del 405 conclusasi con la battaglia di Fiesole.
Dubbia anche l'affermazione di Zosimo secondo cui l'esercito di Radagaiso sarebbe stato multietnico, dato che le altre fonti parlano di "Goti". Secondo Heather, Zosimo potrebbe aver pasticciato nel fondere le sue fonti, Eunapio e Olimpiodoro di Tebe, al punto da scambiare l'invasione di Radagaiso con l'attraversamento del Reno del 406: la sua asserzione secondo cui l'esercito di Radagaiso sarebbe stato multietnico potrebbe essere dunque falsa, dato che le altre fonti parlano di "Goti".

## Conseguenze
La vittoria di Stilicone su Radagaiso venne accolta a Roma con grande giubilo: furono eretti un arco di trionfo, oltre a un monumento nel Foro, per celebrare la vittoria «che aveva annientato per l'eternità la nazione getica»; inoltre i Romani, grati al generale «per il suo amore eccezionale verso il popolo romano», innalzarono sulla tribuna dei Rostri una statua raffigurante Stilicone.
Stilicone, per sconfiggere Radagaiso, dovette sguarnire il Reno di truppe con il risultato che il 31 dicembre del 405 o 406 Vandali, Alani e Svevi invasero le Gallie attraversando il Reno saccheggiandole senza trovare opposizione e impadronendosi poi della Spagna romana. La Cronaca Gallica del 452 narra che l'esercito di Radagaiso venne suddiviso in tre parti, ognuna affidata ad un principe diverso, e che Stilicone sconfisse a Fiesole solo un terzo dell'intera armata. In base a questa asserzione, e sulla base dell'affermazione di Zosimo sulla multietnicità dell'esercito di Radagaiso, nel XVIII secolo alcuni autorevoli studiosi, come il Conte de Buat e Edward Gibbon, hanno ipotizzato che i Vandali, gli Alani e gli Svevi che nel 406 avevano invaso le Gallie attraversando il Reno sarebbero da identificare con i restanti due terzi dell'esercito di Radagaiso che, dopo la sconfitta e l'uccisione del loro capo, avrebbero deciso di lasciare l'Italia per invadere la Gallia. In realtà non esistono prove certe che possano dimostrare la veridicità di tale congettura.
Nel 408 Stilicone, accusato (molto probabilmente falsamente) da alcuni cortigiani di aver incitato i Vandali, gli Alani e gli Svevi ad invadere le Gallie in modo da approfittare dell'indebolimento dell'Impero per porre sul trono con un colpo di stato suo figlio Eucherio, fu giustiziato con l'accusa di tradimento. I soldati romani di origine barbarica iniziarono ad essere perseguitati e conseguentemente molti di essi passarono dalla parte di Alarico, portando l'ammontare dell'esercito visigoto a circa 30 000 soldati. Molti di questi soldati passati dalla parte di Alarico erano quei 12 000 soldati goti che avevano invaso la penisola con Radagaiso e che erano stati arruolati nell'esercito romano. Poco tempo dopo degli schiavi in fuga si unirono ad Alarico, portando l'esercito visigoto a 40 000 soldati: probabilmente anche molti di questi schiavi erano ex seguaci di Radagaiso, quelli che erano stati ridotti in schiavitù. Rinforzato dagli ex soldati di Radagaiso, Alarico riuscì ad espugnare Roma, saccheggiandola (410). Nel frattempo la Spagna romana era finita sotto il controllo di Vandali, Alani e Svevi, mentre la Gallia e la Britannia si erano rivoltate, con la Gallia in mano a usurpatori, mentre la Britannia era completamente uscita dall'orbita dell'Impero. Il successore di Alarico, Ataulfo, condusse i Visigoti in Gallia, dove nel 418, in seguito a foedus con l'Impero, si stabilirono in Gallia Aquitania, nella Valle della Garonna.